# Ween

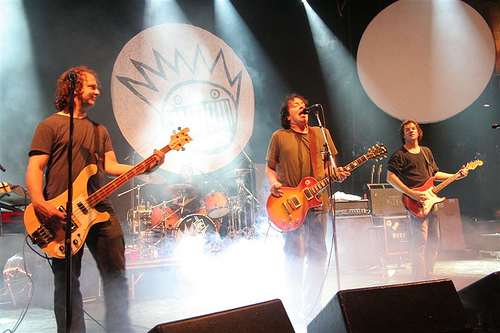
Ween in Edmonton, Alberta

Ween is een Amerikaanse alternatieve-rockgroep. De band werd in 1984 opgericht door Mickey Melchiondo en Aaron Freeman, die sindsdien gebruikmaakten van hun artiestennamen Dean Ween en Gene Ween, in New Hope, Pennsylvania.

## De band

### Beginjaren
De band begon in 1984, toen beide bandleden 14 waren. Thuis maakten zij opnamen, waarbij ze beïnvloed werden door artiesten als Syd Barrett, The Beatles, Queen, Prince en underground punkbands. De band bracht, onder eigen beheer, zes muziekcassettes uit: Mrs. Slack, The Crucial Squeegie Lip, Axis: Bold As Boognish, Erica Peterson's Flaming Crib Death, The Live Brain Wedgie/WAD en Prime 5.

### Vanaf 1989
In 1989 tekende Ween een contract met Twin/Tone Records en daar brachten ze in 1990 het album GodWeenSatan: The Oneness en in 1991 het album The Pod uit. Deze albums leverden de band een grote schare liefhebbers op, met name door het gebruik van drummachines, verwijzingen naar drugs en humor in de muziek. Hoewel de band in de jaren erna verschillende stijlen uitprobeerde, waren dit vaak terugkerende thema's.
Na de overstap naar Elektra Records bracht de band in 1992 het album Pure Guava uit. Dit album leverde ook enig commercieel succes op, en de single Push Th' Little Daisies werd regelmatig op radio en tv ten gehore gebracht, vooral nadat deze aan bod was gekomen in het MTV-programma Beavis and Butt-head. Het volgende album, Chocolate and Cheese uit 1994, was duidelijk beïnvloed door jarenzeventigmuziek. Rond deze tijd begon de band ook extra muzikanten te gebruiken voor liveoptredens (tot die tijd gebruikten ze dat-tapes voor de begeleiding tijdens concerten). 
Het album 12 Golden Country Greats (1996), dat slechts tien nummers bevat, werd opgenomen in Nashville, Tennessee, de 'hoofdstad' van de countrymuziek. Het volgende album, The Mollusk (1997) had een nautisch thema en White Pepper uit 2000 was meer op pop gericht. Tussendoor werd in 1999 nog het album Craters of the Sac "uitgebracht" door het als gratis MP3 op internet te zetten. In 2000 richtte de band ook de website WeenRadio op, waar het gehele oeuvre (legaal) als stream te beluisteren was. Volgens het Amerikaanse muziektijdschrift Rolling Stone was dit, na Napster en Gnutella, de beste muzieksite van het jaar.
Rond de eeuwwisseling richtte de band zijn eigen label Chocodog Records op om live-materiaal uit te brengen. Ondanks dit eigen label bracht Ween de twee volgende studioalbums, Quebec (2003) en La Cucaracha (2007) toch uit op andere labels. Alleen Shinola, Vol. 1 (2005) werd door Chocodog uitgebracht.
Zanger-gitarist Freeman liet het Amerikaanse muziektijdschrift Rolling Stone op 29 mei 2012 weten dat de band was opgeheven. Maar drie jaar later was de band weer actief en treden ze regelmatig op.

## Bandleden
- Dean Ween (Mickey Melchiondo): zang, gitaar
- Gene Ween (Aaron Freeman): zang, gitaar
- Dave Dreiwitz: bas
- Claude Coleman: drums
- Glenn McClelland: toetsen

Eerder speelden de volgende personen in de band: Andrew Weiss (bas), Jason Fuller (toetsen), Mean Ween (pseudoniem voor Mark Kramer, bas en achtergrondzang), Scott Lowe (achtergrondzang), Pat Frey (drums), Guy Heller (achtergrondzang).

## Discografie

### Uitgebracht in eigen beheer
| Jaar | Titel                               |
| ---- | ----------------------------------- |
| 198? | Mrs. Slack                          |
| 1986 | The Crucial Squeegie Lip            |
| 1987 | Axis: Bold As Boognish              |
| 1987 | Erica Peterson's Flaming Crib Death |
| 1988 | The Live Brain Wedgie/WAD           |
| 1989 | Prime 5                             |

### Studioalbums
| Jaar | Titel                     |
| ---- | ------------------------- |
| 1990 | GodWeenSatan: The Oneness |
| 1991 | The Pod                   |
| 1992 | Pure Guava                |
| 1994 | Chocolate & Cheese        |
| 1996 | 12 Golden Country Greats  |
| 1997 | The Mollusk               |
| 1999 | Craters of the Sac        |
| 2000 | White Pepper              |
| 2003 | Quebec                    |
| 2005 | Shinola, Vol. 1           |
| 2007 | La Cucaracha              |